# Eustomias parri
Eustomias parri es una especie de pez de la familia Stomiidae en el orden de los Stomiiformes.

## Hábitat
Es un pez de mar y de aguas profundas.

## Distribución geográfica
Se encuentra en el  Atlántico occidental central (30 ° 25'N, 44 ° 46'W).